# Ian Edwin Stewart
Ian Edwin Stewart (Belfast, 10 settembre 1961) è un ex calciatore nordirlandese, di ruolo attaccante.

## Palmarès

### Club

#### Competizioni nazionali
- Second Division: 1

QPR: 1982-1983